# Elmlohe
Elmlohe este o comună din landul Saxonia Inferioară, Germania.